# Chironomus phytophilus
Chironomus phytophilus är en tvåvingeart som beskrevs av Correia och Trivinho-strixino 2007. Chironomus phytophilus ingår i släktet Chironomus och familjen fjädermyggor. Inga underarter finns listade i Catalogue of Life.